# Haliotoidea
Haliotoidea é uma superfamília de moluscos gastrópodes marinhos, proposta por Rafinesque em 1815 e pertencentes ao clado Vetigastropoda. Atualmente compreende duas famílias, com apenas uma, Haliotidae, de espécies viventes; descritas no gênero Haliotis e conhecidas por abalones.

## Classificação deHaliotoidea
- Família Haliotidae Rafinesque, 1815[1]
  - Haliotis Linnaeus, 1758[1]
- Família Temnotropidae (fóssil) Cox, 1960[1]
  - Jurassiphorus Haas, 1953[2]
  - Temnotropis Laube, 20061868[2]